# متيل البوسنة والهرسك
شركة متيل بانيا لوكا (سابقا تيليكوم سيربسك) هي شركة اتصالات مقامة في مدينة بانيا لوكا في كيان ربابلكا صربسكا في جمهورية البوسة والهرسك، تعود ملكية هذه الشركة لشركة تيليكوم سيربيجا وهي ثاني أكبر شركة اتصالات في البوسنة والهرسك وأكبر شركة مصنفة حسب بورصة بانيالوكا وتبلغ حصتها السوقية ما يقارب 450 مليون يورو.

## التاريخ
تأسست شركة تيليكوم سربسك في 20 من شهر ديسمبر عام 1969 وخصصت ملكيتها من خلال مناقصة عامة عام 2006، تيليكوم سربيجا كانت الأعلى سعرا بالمناقصة فقد وصلت ل 646 مليون يورو وكانت هي الحصة الأغلبية بنسبة 65% بينما ثاني أعلى شركة عارضة في المناقصة تيليكوم أستريا بعرض يبلغ 467 مليون يورو.
اعترفت حكومة جمهورية صيبريا بأهمية شركة تيليكوم صربسك الإستراتيجية فقد خصصت ملكية ولاية العاصمة وخضعت لبرنامج الخصخصة الخاص الذي قامت به الحكومة، عينت شركة رايفيجن للإستثمار كمستشار اقتصادي عند الحكومة، المعايير التي يجب على المساهمين المحتملين تحقيقها حيث تضمنت الحد الأدنى الحالي 8000,000 خط ثابت ومليون ونصف من مستخدمي الهواتف، مشيرة إلى أن الحكومة تأمل للحصول على مشغل خارجي لديه القدرة على الإستثمار في البنية التحتية الخاصة بشركة تيليكوم سربسك.[بحاجة لمصدر]
تتضمن أعمال الشركة الأساسية الاتصالات الثابتة والمتنقلة في التجارة المحلية والعالمية، ويوجد لها أعمال أخرى تتضمن:
- استعلام الدليل.
- مزود خدمات الإنترنت.
- تصميم وبناء وإعادة بناءو أيضا تركيب أجهزة الحواسيب التي تعمل باللمس الخ.

## هيكل الملكية
تمثل هيكل ملكية الشركة كالتالي (اعتبارا من 13 من شهر ديسمبر لعام 2017):
- تيليكوم سربيا 65.01%
- صندوق المعاشات التقاعدية وتأمين العجز 8.92%
- صندوق التعويضات- 5.03%
- DURF كريست للإستثمار a.d 3.30%
- مساهمات أخرى - 17.74%

## الشركات التابعة
تمتلك الشركة أسهم تأسيسية في ثلاث شركات، حصة بنسبة 100% من ملكية شركة "تليكارد تليفونيسك أوسولغي d.o.o بانيا لوكا وتي تي انزينجينغ d.o.o بانيا لوكا. تمتلك أيضا حصة مقدارها 20% في معهد القانون الدولي والتعاون الدولي وشركة d.o.o بانيا لوكا.
- الموقع الرسمي